# Anne-Laure Viard
Anne-Laure Viard (n. 7 iunie 1981, Arras, communauté urbaine d'Arras⁠(d), Franța) este o caiacistă ce a reprezentat Franța, medaliată olimpică. A participat la 2 ediții ale Jocurilor Olimpice (2004, 2008) în care a câștigat o medalie de bronz.